# Saint-Genest-d'Ambière
 Saint-Genest-d'Ambière  es una población y comuna francesa, situada en la región de Poitou-Charentes, departamento de Vienne, en el distrito de Châtellerault y cantón de Lencloître.

## Demografía
| 1097 | 1106 | 1067 | 1105 | 1105 | 1143 |
| Para los censos de 1962 a 1999 la población legal corresponde a la población sin duplicidades (Fuente: INSEE [Consultar]) |      |      |      |      |      |